# Champion of Champions
Champion of Champions — пригласительный снукерный турнир, проходивший в 1978 и 1980 годах в Англии. В 2013 году турнир был возрождён и регулярно проводится.
Майк Барретт, промоутер бокса, скопировал формат этого турнира с проводившегося им ранее Dry Blackthorn Cup. В нём приняли участие четверо игроков-профессионалов, а матчи проходили в конференц-центре Уэмбли перед общей аудиторией в 1800 человек. Первым чемпионом Champion of Champions стал Рэй Риардон.
В 1979 году турнир не проводился из-за того, что в Уэмбли стали играться матчи Мастерс. Во второй раз Champion of Champions прошёл в 1980 году уже без спонсора и в New London Theatre. На этот раз в нём сыграли 10 снукеристов, разделённых на 2 группы. Однако из-за недовольства игроков новым форматом соревнования и того, что игры были малопосещаемы, турнир более не проводился.
В 2013 году турнир был восстановлен, заменив наскучившую зрителям Премьер-лигу, популярность которой начала снижаться. Посещаемость нового турнира была достаточно высокой, а в рамках восстановления турнира своё сотрудничество со снукером возобновила компания 888.com, ранее спонсировавшая чемпионат мира, но разорвавшая контракт в середине 2008 года в одностороннем порядке. Новый турнир получил положительные оценки и был охарактеризован как "младший брат турнира Masters". Новым чемпионом стал Ронни О’Салливан. В 2014 году Ронни О’Салливан сумел защитить свой титул, а в 2015 году не участвовал в турнире, так как пропустил всю первую половину сезона. Новым чемпионом стал Нил Робертсон. В 2016 году Ронни снова пробился в финал, но на этот раз уступил Джону Хиггинсу со счётом 7:10.

## Победители
| Год  | Победитель       | Финалист         | Счёт | Приз победителю | Город проведения |
| ---- | ---------------- | ---------------- | ---- | --------------- | ---------------- |
| 1978 | Рэй Риардон      | Алекс Хиггинс    | 11:9 | £ 2 000         | Лондон           |
| 1980 | Дуг Маунтджой    | Джон Вирго       | 10:8 | £ 5 000         | Лондон           |
| 2013 | Ронни О'Салливан | Стюарт Бинэм     | 10:8 | £ 100 000       | Ковентри         |
| 2014 | Ронни О'Салливан | Джадд Трамп      | 10:7 | £ 100 000       | Ковентри         |
| 2015 | Нил Робертсон    | Марк Аллен       | 10:5 | £ 100 000       | Ковентри         |
| 2016 | Джон Хиггинс     | Ронни О'Салливан | 10:7 | £ 100 000       | Ковентри         |
| 2017 | Шон Мёрфи        | Ронни О'Салливан | 10:8 | £ 100 000       | Ковентри         |
| 2018 | Ронни О'Салливан | Кайрен Уилсон    | 10:9 | £ 100 000       | Ковентри         |
| 2019 | Нил Робертсон    | Джадд Трамп      | 10:9 | £ 150 000       | Ковентри         |
| 2020 | Марк Аллен       | Нил Робертсон    | 10:6 | £ 150 000       | Милтон-Кинс      |
| 2021 | Джадд Трамп      | Джон Хиггинс     | 10:4 | £ 150 000       | Болтон           |
| 2022 | Ронни О'Салливан | Джадд Трамп      | 10:6 | £ 150 000       | Болтон           |
| 2023 | Марк Аллен       | Джадд Трамп      | 10:3 | £ 150 000       | Болтон           |
| 2024 | Марк Уильямс     | Сяо Годун        | 10:6 | £ 150 000       | Болтон           |